# Ho
Ho là một phản xạ có điều kiện xuất hiện đột ngột và thường lặp đi lặp lại, nó có tác dụng giúp loại bỏ các chất bài tiết, chất có thể gây kích thích, các hạt ở môi trường bên ngoài và các vi khuẩn bám vào đường hô hấp. Phản xạ ho bao gồm ba giai đoạn: hít vào, một cơ chế buộc phải thở ra, hơi thở ép vào thanh môn đang đóng kín, lượng không khí từ phổi thoát mạnh ra ngoài sau khi thanh môn mở ra, và thường đi kèm với một âm thanh đặc trưng. Ho có thể xảy ra một cách cố ý lẫn vô ý. Nhiều virus và vi khuẩn có thể truyền nhiễm từ vật chủ này sang vật chủ khác thông qua ho.
Phần nhiều thì ho là do một bệnh nhiễm trùng đường hô hấp gây ra. Ví dụ như viêm Amidan.
Ngoài ra ho có thể do bị kích hoạt như nghẹt thở, không khí ô nhiễm, hút thuốc lá, chảy nước từ mũi hay khoang mũi xuống.
Ho thường là biểu hiện của 1 căn bệnh như trào ngược dạ dày, hen phế quản, u phổi, bệnh màng phổi, trung thất, viêm phế quản cấp hay mãn tính, ung thư phổi, giãn phế quản, suy tim, hẹp van hai lá, nhồi máu phổi.
Ho cũng do dùng một số loại dược phẩm ví dụ như thuốc ACE Inhibitor.
Nên điều trị nhắm vào nguyên nhân gây ra ho, ví dụ ngừng hút thuốc lá hoặc ngừng uống thuốc ACE Inhibitor. Một số người có thể lo lắng về bệnh tình nghiêm trọng, cho nên phải làm cho họ an tâm. Các dược phẩm ức chế cơn ho như codein hoặc dextromethorphan thường được kê toa thuốc cho bệnh nhân, nhưng những thuốc này đã được chứng minh là chúng có rất ít tác dụng. Những phương thức điều trị khác cũng được lựa chọn là nhắm vào chữa trị bệnh viêm đường hô hấp hoặc làm cho khạc ra chất đờm dãi. Vì ho là một phản xạ tự nhiên với mục đích bảo vệ cơ thể, cho nên việc ức chế phản xạ ho có thể gây tác dụng có hại, đặc biệt là khi bị ho nhiều.

## Các dạng ho
- Ho khan
- Ho có đờm
- Ho gà
- Ho lưỡng thanh
- Ho tắc tiếng